# Хэ Шэнъян
Хэ Шэнъян (Sheng Yang He; кит. упр. 何胜阳, пиньинь Hé Shèngyáng; род. 1963, близ г. Нинбо, пров. Чжэцзян) — китайско-американский ботаник, исследователь растительно-патогенных взаимодействий, специалист в области иммунитета растений и их болезней, и в особенности по восприимчивости растений к инфекционным болезням.
Доктор философии (1991), заслуженный Университетский профессор (University Distinguished Professor) Университета штата Мичиган, исследователь Медицинского института Говарда Хьюза. Член Национальной академии наук США (2015).

## Биография
Окончил Чжэцзянский сельскохозяйственный университет (бакалавр, 1982; магистр, 1985). В 1991 году получил степень доктора философии в Корнеллском университете, являлся там же постдоком. С 1993 года в Кентуккийском университете — как ассистент-профессор, а с 1995 года — в Университете штата Мичиган, достиг там должности заслуженного Университетского профессора (University Distinguished Professor) ботаники.
Получал многие престижные гранты, в частности от Gordon and Betty Moore Foundation, Национальных институтов здравоохранения США, Национального научного фонда, National Institute of Food and Agriculture, министерства энергетики США.
Член редколлегии Current Biology. Состоит в редколлегии PNAS.
В 2014—2016 гг. президент International Society for Molecular Plant-Microbe Interactions.
Фелло Американской ассоциации содействия развитию науки.
Отмечен Valent BioSciences Young Scientist Award от Plant Growth Regulation Society of America, является Thomson Reuters Highly Cited Researcher (2014—2017).
Его супруга Ke Dong также профессор Университета штата Мичиган. Есть сын Philip Cody He.